# فرودگاه اورو نگرو
فرودگاه اورو نگرو (به انگلیسی: Oro Negro Airport) (به زبان بومی: Aeropuerto Oro Negro) یک فرودگاه همگانی با کد یاتا CBS است که یک باند فرود آسفالت دارد و طول باند آن ۱۸۷۸ متر است. این فرودگاه در شهر کامبیاس کشور ونزوئلا قرار دارد و در ارتفاع ۵۰ متری از سطح دریا واقع شده‌است.